# (16722) 1995 WG7
1995 دابليو جي 7 (ويعرف أيضًا باسم (16722) 1995 دابليو جي 7 وفق تسمية الكوكب الصغير) (بالإنجليزية: 1995 WG7)‏ هو كويكب ضمن حزام الكويكبات؛ وترتيبه 16722 من حيث الاكتشاف.
اكتُشف هذا الجُرم الفلكي بواسطة تاكيشي أوراتا ‏ في 24 نوفمبر 1995.

## وصلات خارجية
- (16722) 1995 WG7 في قاعدة بيانات مختبر الدفع النفاث لأجرام النظام الشمسي الصغيرة

- الاكتشاف · مخطط المدار ·  العناصر المدارية · المعلمات المادية

- (16722) 1995 WG7 على موقع ويكي سكاي: DSS2, SDSS, GALEX, IRAS, Hydrogen α, X-Ray, Astrophoto, Sky Map, Articles and images